# P.C. Hooft-prijs

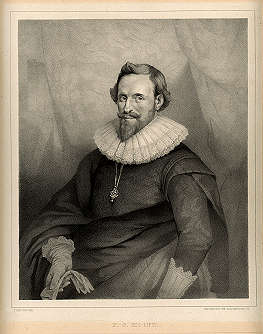
De naamgever van de prijs: Pieter Corneliszoon Hooft.

De P.C. Hooft-prijs is een literatuurprijs in het Nederlands taalgebied. Deze oeuvreprijs wordt jaarlijks toegekend aan een Nederlandse auteur, afwisselend voor proza, essayistiek en poëzie.

## Achtergrond
De P.C. Hooft-prijs werd in 1947 ingesteld, toen op 21 mei de 300e sterfdag van Pieter Corneliszoon Hooft werd herdacht. Aanvankelijk was het een staatsprijs die tot en met 1984 werd toegekend door de staat op basis van een voordracht door een jury. Tot 1955 werd de prijs voor specifieke werken toegekend. Daarna werd het een oeuvreprijs, waaraan heden ten dage een geldbedrag van 60.000 euro verbonden is.
In 1984 kwam de relatie tussen de Staat der Nederlanden en de jury onder druk te staan, toen Hugo Brandt Corstius voor de prijs werd voorgedragen. De toenmalige CDA-minister van Cultuur Elco Brinkman weigerde de prijs uit te reiken aan Hugo Brandt Corstius, omdat deze het kwetsen tot instrument zou hebben gemaakt. Als gevolg van deze rel trad de reeds benoemde jury voor de editie van 1985 af en vervolgens werd de prijs ook in 1985 en 1986 niet toegekend.
Op 23 december 1987 werd de onafhankelijke Stichting P.C. Hooft-prijs voor Letterkunde opgericht. Het bestuur van de stichting werd gevormd door vertegenwoordigers van drie landelijke letterkundige instellingen: de Maatschappij der Nederlandse Letterkunde, PEN-centrum Nederland en de Vereniging van Letterkundigen. De eerste prijs ging in 1987 naar Hugo Brandt Corstius en werd door het stichtingsbestuur zelf toegekend. Daarna werd de prijs toegekend na voordracht door een jaarlijks wisselende, onafhankelijke jury.
In 2019 ontstond een ongemakkelijke situatie, toen bleek dat de grootouders van stichtingsvoorzitter Gillis Dorleijn na de Tweede Wereldoorlog bezittingen van de ouders van laureaat Marga Minco hadden achtergehouden. In overleg werd besloten dat iemand anders Minco zou vertellen dat de prijs aan haar was toegekend. Dorleijn bood Minco later excuses aan voor het gedrag van zijn grootouders.
De P.C. Hooftprijs werd vanaf het begin vaak uitgereikt in het Muiderslot, maar ook regelmatig elders, bijvoorbeeld in het Stadhuis van Rotterdam, op het Ministerie van CRM, in de Stadsschouwburg Amsterdam en in het Jeroen Bosch College. Sinds 1988 wordt de prijs doorgaans in het Literatuurmuseum (voorheen Letterkundig Museum) in Den Haag uitgereikt.
In 1991 werd de P.C. Hooft-prijs toegekend aan de Zuid-Afrikaanse dichteres Elisabeth Eybers, die vanaf 1961 in Nederland woonde en de Nederlandse nationaliteit had aangenomen. Ze dichtte evenwel in het Afrikaans. Daarmee werd bevestigd dat de prijs gekoppeld is aan 'paspoort' en niet aan 'taal'. Dit is in overeenstemming met het gegeven dat Vlamingen niet in aanmerking komen voor de prijs en Friestalige auteurs wel.
De stichting kent ook twee andere oeuvreprijzen toe: de driejaarlijkse Theo Thijssen-prijs voor kinder- en jeugdliteratuur en de eveneens driejaarlijkse Max Velthuijs-prijs voor Nederlandse illustratoren van kinderboeken.
De gedenkpenning die behoort bij de niet uitgereikte prijs van 1984, is in januari 2005 door staatssecretaris Medy van der Laan geschonken aan het Literatuurmuseum (voorheen Letterkundig Museum),. Anton Korteweg, indertijd directeur van het Letterkundig museum, spreekt over een stuk dat zeer belangrijk is in de geschiedenis van de literaire prijzen.
De prijs is sinds zijn oprichting ruim vijf keer zo vaak aan mannelijke als aan vrouwelijke schrijvers toegekend (van alle prijswinnaars is meer dan 80% man).

## Gelauwerden

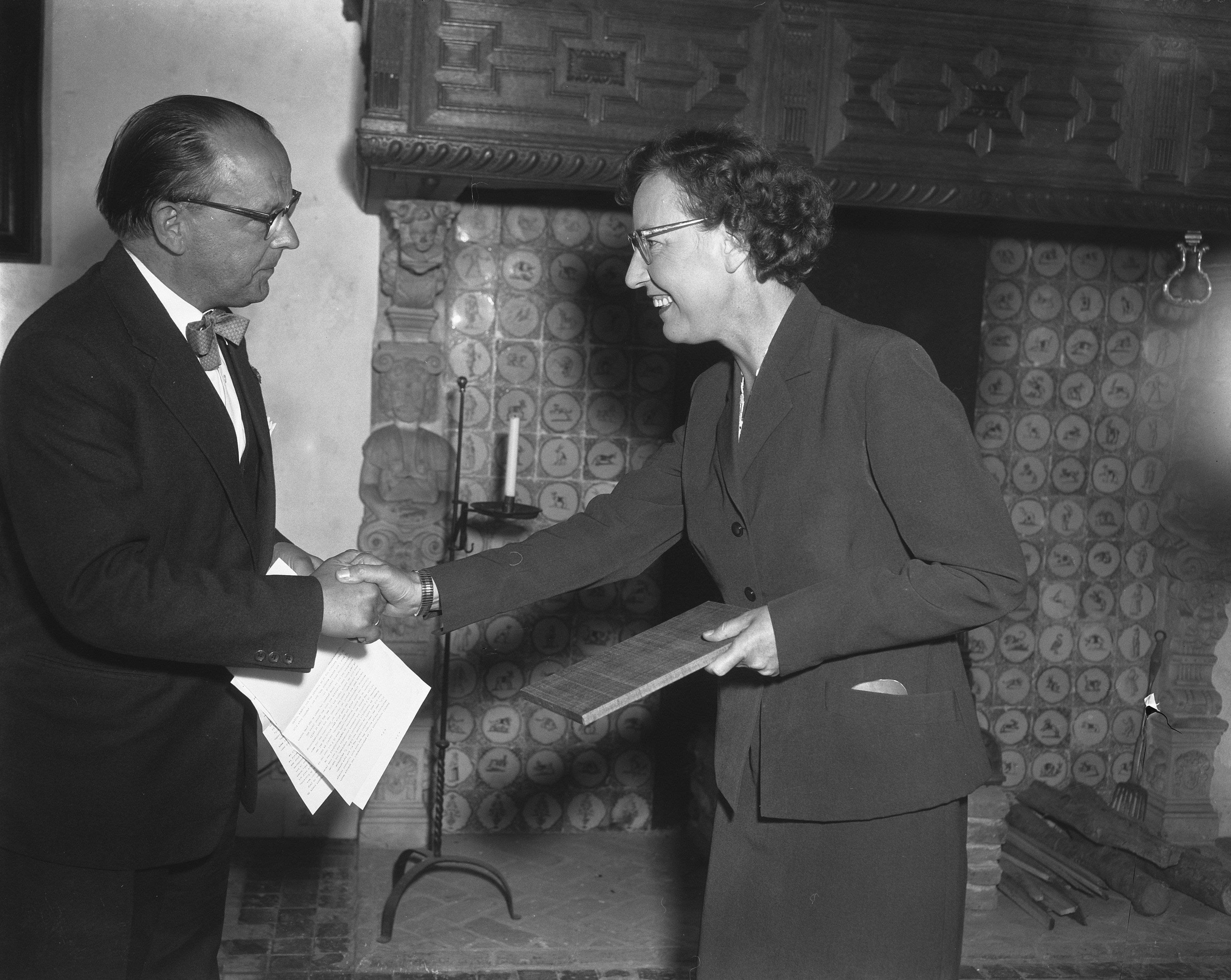
De P.C. Hooftprijs 1956 wordt uitgereikt aan Anna Blaman op 29 mei 1957 op het Muiderslot.

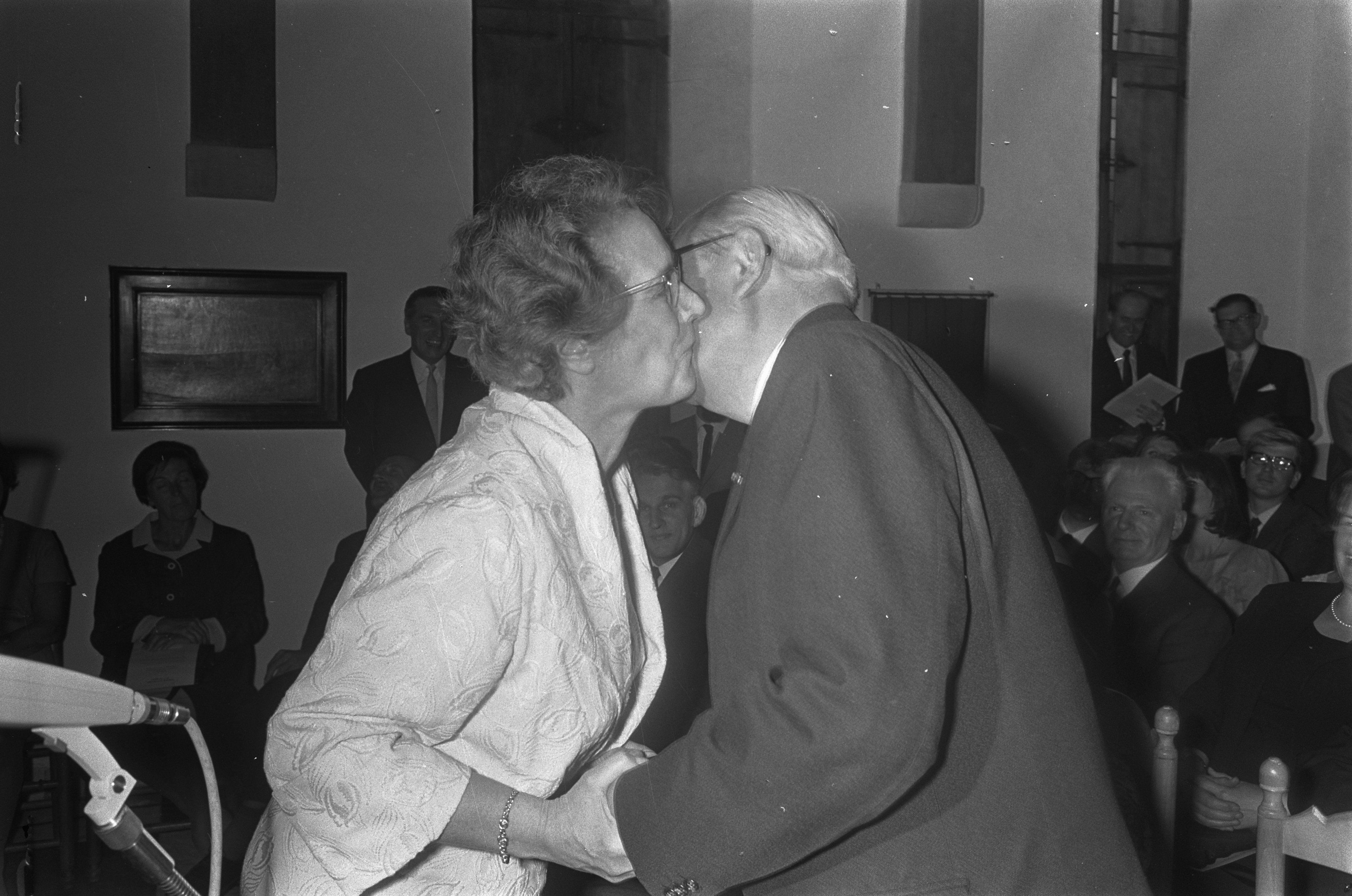
Klompé kust Anton van Duinkerken (1966)

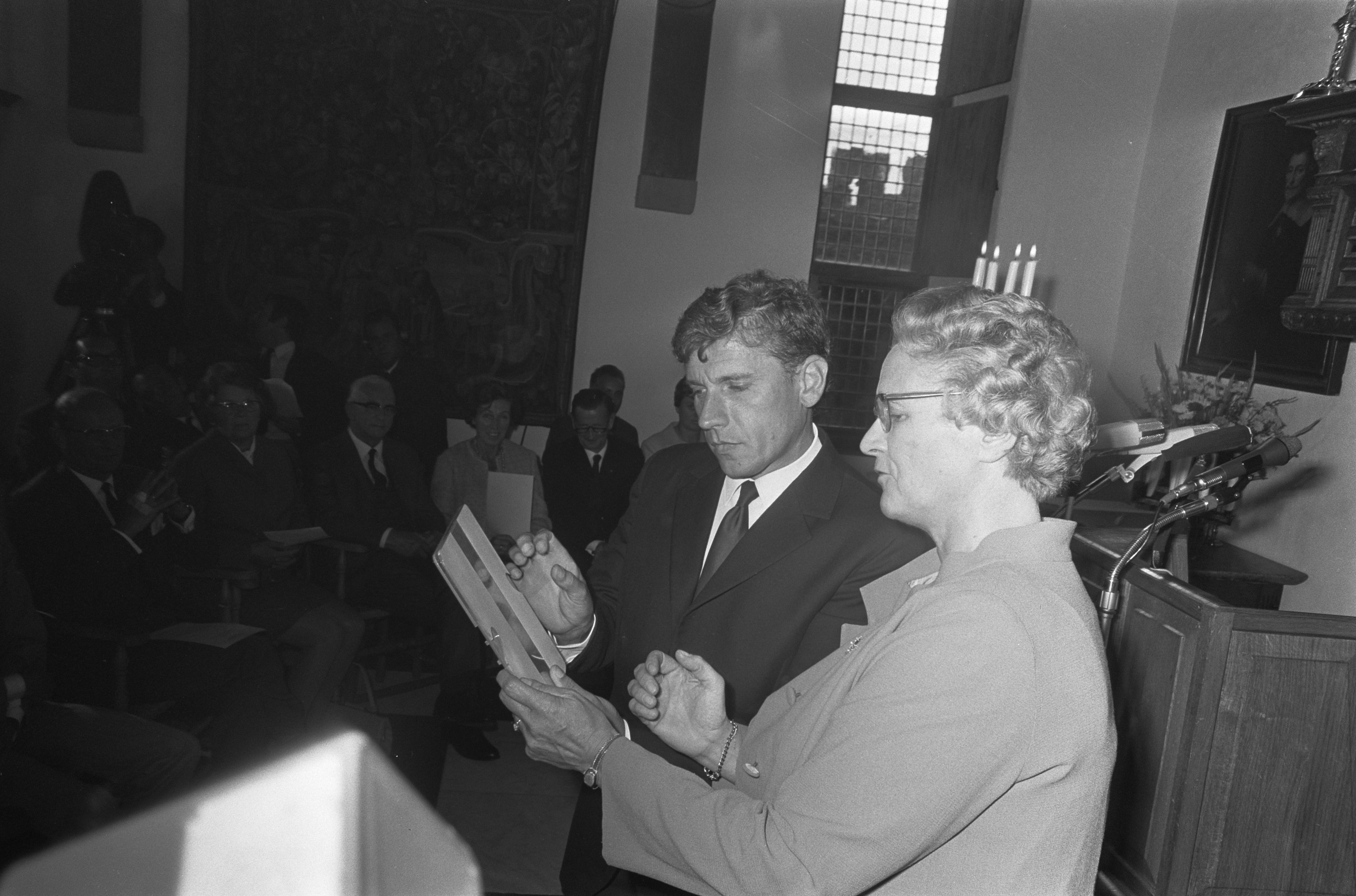
Gerard Reve (1968)

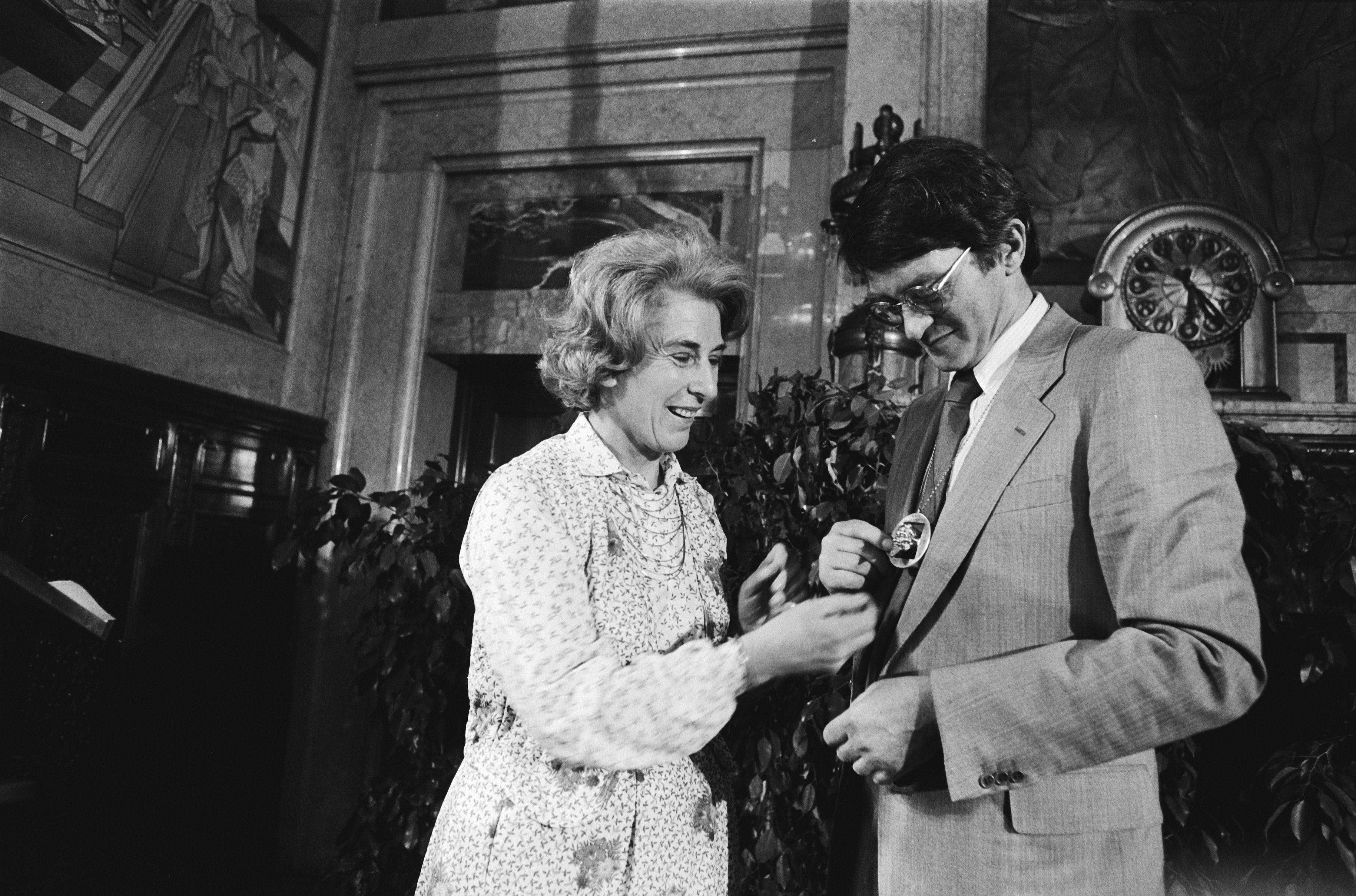
Remco Campert (1976)

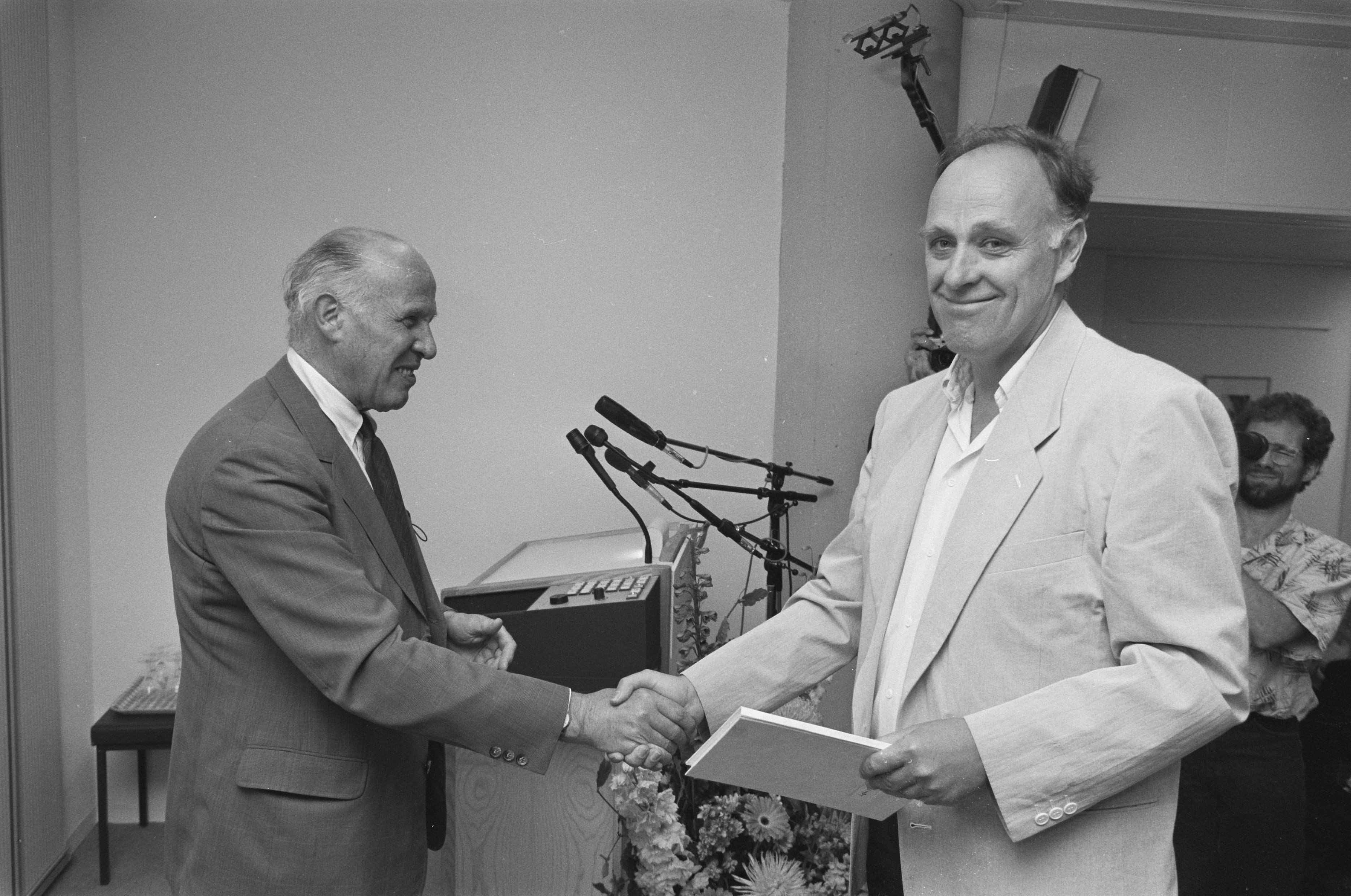
Hugo Brandt Corstius (1987)

- 1947 – Amoene van Haersolte voor Sophia in de Koestraat
- 1947 – Arthur van Schendel voor Het oude huis (postuum uitgereikt)
- 1948 – A.M. Hammacher voor Eduard Karsen en zijn vader Kaspar
- 1949 – Gerrit Achterberg voor En Jezus schreef in 't zand
- 1950 – Simon Vestdijk voor De vuuraanbidders
- 1951 – E.J. Dijksterhuis voor De mechanisering van het wereldbeeld
- 1952 – J.C. Bloem voor Avond
- 1953 – F. Bordewijk voor Studiën in de volksstructuur en De doopvont
- 1954 – L.J. Rogier voor In vrijheid herboren. Katholiek Nederland 1853 (hoofdstukken I, II, IV)
- 1955 – Adriaan Roland Holst voor Late telgen
- 1956 – Anna Blaman
- 1957 – Pieter Geijl
- 1958 – Pierre Kemp
- 1959 – niet uitgereikt
- 1960 – Victor E. van Vriesland
- 1961 – H.W.J.M. Keuls
- 1962 – Theun de Vries
- 1963 – Frits van der Meer
- 1964 – Leo Vroman
- 1965 – niet uitgereikt
- 1966 – Anton van Duinkerken
- 1967 – Lucebert
- 1968 – Gerard Kornelis van het Reve
- 1969 – niet uitgereikt
- 1970 – Gerrit Kouwenaar
- 1971 – Willem Frederik Hermans, prijs geweigerd[10]
- 1972 – Abel Herzberg
- 1973 – Hendrik de Vries
- 1974 – Simon Carmiggelt
- 1975 – Rudy Kousbroek
- 1976 – Remco Campert
- 1977 – Harry Mulisch
- 1978 – Cornelis Verhoeven
- 1979 – Ida Gerhardt
- 1980 – Willem Brakman
- 1981 – Karel van het Reve
- 1982 – M. Vasalis
- 1983 – Hella Haasse
- 1984 – niet uitgereikt
- 1985 – niet uitgereikt
- 1986 – niet uitgereikt
- 1987 – Hugo Brandt Corstius
- 1988 – Rutger Kopland
- 1989 – Jan Wolkers, prijs geweigerd[11][12]
- 1990 – Kees Fens
- 1991 – Elisabeth Eybers
- 1992 – Anton Koolhaas
- 1993 – Gerrit Komrij
- 1994 – J. Bernlef
- 1995 – Albert Alberts
- 1996 – K. Schippers
- 1997 – Judith Herzberg
- 1998 – F.B. Hotz
- 1999 – Arthur Lehning
- 2000 – Eva Gerlach
- 2001 – Gerrit Krol
- 2002 – Sem Dresden
- 2003 – H.H. ter Balkt
- 2004 – Cees Nooteboom
- 2005 – Frédéric Bastet
- 2006 – H.C. ten Berge
- 2007 – J.M.A. Biesheuvel
- 2008 – Abram de Swaan
- 2009 – Hans Verhagen
- 2010 – Charlotte Mutsaers
- 2011 – Henk Hofland
- 2012 – Tonnus Oosterhoff
- 2013 – A.F.Th. van der Heijden
- 2014 – Willem Jan Otten
- 2015 – Anneke Brassinga[13]
- 2016 – Astrid Roemer[14]
- 2017 – Bas Heijne[15]
- 2018 – Nachoem Wijnberg[16]
- 2019 – Marga Minco[17]
- 2020 – Maxim Februari[18]
- 2021 – Alfred Schaffer[19]
- 2022 – Arnon Grunberg[20][21]
- 2023 – Tijs Goldschmidt
- 2024 – Astrid Lampe[22]
- 2025 – Maarten 't Hart